# Sielsowiet Mikołajewszczyzna
Sielsowiet Mikołajewszczyzna (biał. Мікалаеўшчынскі сельсавет, Mikałajeuszczynski sielsawiet; ros. Миколаевщинский сельсовет, Николаевщинский сельсовет) – sielsowiet na Białorusi, w obwodzie mińskim, w rejonie stołpeckim, z siedzibą w Mikołajewszczyznie.

## Demografia
Według spisu z 2009 sielsowiet Mikołajewszczyzna zamieszkiwało 1982 osób, w tym 1750 Białorusinów (88,29%), 109 Polaków (5,50%), 93 Rosjan (4,69%), 23 Ukraińców (1,16%), 4 osoby innych narodowości i 3 osoby, które nie podały żadnej narodowości.
Do 2019 liczba ludności spadła do 1569 osób. Największymi miejscowościami były wówczas Mikołajewszczyzna (685 mieszkańców) i Lubkowszczyzna (438 mieszkańców). Liczba ludności żadnej z pozostałych miejscowości nie przekraczała 87 osób.

## Geografia i transport
Sielsowiet położony jest na Równinie Stołpeckiej, w południowo-wschodniej części rejonu stołpeckiego. Największą rzeką jest Niemen.
Przez sielsowiet przebiegają jedynie drogi lokalne.

## Historia
Wschodnia granica sielsowietu, będąca jednocześnie granicą rejonu stołpeckiego, pokrywa się z przebiegiem polsko-sowieckiej granicy państwowej w latach 1921 - 1945.

## Miejscowości
- agromiasteczko:
  - Lubkowszczyzna
- wsie:
  - Bielkowszczyzna
  - Hrabionowszczyzna
  - Knotowszczyzna
  - Miesionkowszczyzna
  - Mikołajewszczyzna
  - Pohorełe
  - Połośna
  - Rusakowicze
  - Sudniki
  - Swierynowo
  - Szachnowszczyzna
  - Żychałki